# Jonathan Jiménez Vargas
Jonathan Jiménez Vargas (Jiquilpan, México; 25 de abril de 2001) es un futbolista mexicano. Juega de delantero y su equipo actual es el New York City FC II de la USL Championship estadounidense.

## Trayectoria
Nacido en México, Jiménez comenzó su carrera en las inferiores del New York City FC y jugó soccer universitario para los Tar Heels.
Firmó su primer contrato con el primer equipo del City en enero de 2022. Ese año comenzó su carrera en el equipo reserva de la MLS Next Pro, el New York City FC II.

## Estadísticas
Actualizado al último partido disputado el 19 de junio de 2023.
| Club                            | Div.          | Temporada     | Liga  | Liga  | Copas nacionales | Copas nacionales | Copas internacionales | Copas internacionales | Total | Total |
| Club                            | Div.          | Temporada     | Part. | Goles | Part.            | Goles            | Part.                 | Goles                 | Part. | Goles |
| ------------------------------- | ------------- | ------------- | ----- | ----- | ---------------- | ---------------- | --------------------- | --------------------- | ----- | ----- |
| New York City II Estados Unidos | 3.ª           | 2022          | 19    | 10    | —                | —                | —                     | —                     | 19    | 10    |
| New York City II Estados Unidos | 3.ª           | 2023          | 12    | 3     | —                | —                | —                     | —                     | 12    | 3     |
| New York City II Estados Unidos | Total club    | Total club    | 31    | 13    | 0                | 0                | 0                     | 0                     | 31    | 13    |
| Total carrera                   | Total carrera | Total carrera | 31    | 13    | 0                | 0                | 0                     | 0                     | 31    | 13    |